# Irreconciliabili

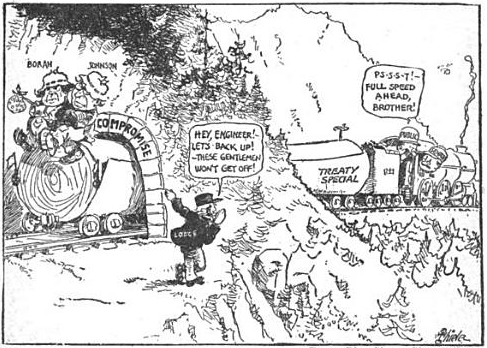
Irreconciliabili, i senatori Borah e Johnson, rifiutano di compromettersi sul passaggio del Trattato di Versailles che il senatore Lodge sta conducendo al Senato. Caricatura politica, 1920.

Gli Irreconciliabili furono gli accesi oppositori del Trattato di Versailles negli Stati Uniti d'America nel 1919. Specificatamente il termine si riferisce a circa da 12 a 18 senatori degli Stati Uniti, sia repubblicani che democratici, che combatterono intensamente contro la ratifica del trattato da parte del Senato degli Stati Uniti nel 1919. Essi ebbero successo e gli Stati Uniti d'America non ratificarono mai il Trattato di Versailles e non si unirono mai alla Società delle Nazioni.

## Storia
Il Partito Repubblicano controllava il Senato degli Stati Uniti dopo le elezioni del 1918, ma i senatori erano divisi su molte posizioni riguardo alla questione di Versailles. Fu provato che era possibile trovare una coalizione di maggioranza semplice su questo argomento, ma impossibile trovarne una di 2/3, necessaria per approvare il trattato. Vi era un gruppo di democratici che sosteneva fortemente l'adesione al trattato ma seguì il Presidente Woodrow Wilson nell'opporsi a qualsiasi emendamento o riserva. L'ampio gruppo, guidato dal senatore Henry Cabot Lodge, comprendeva una maggioranza di repubblicani. Essi desideravano aderire al trattato con riserve, specialmente sull'articolo 10, che implicava il potere della Società delle Nazioni di intraprendere una guerra anche senza il voto del Congresso degli Stati Uniti d'America. Il Trattato fu vicino all'approvazione a metà novembre 1919, quando Lodge e i suoi repubblicani formarono una coalizione con i democratici pro-trattato, che giunsero vicini ai due terzi di maggioranza, con riserve, ma Wilson rifiutò il compromesso e abbastanza democratici seguirono la sua guida, eliminando permanentemente le possibilità di una ratifica.
Tra i "capi" degli Irreconciliabili vi erano i repubblicani George W. Norris del Nebraska, William Borah dell'Idaho, Robert M. La Follette del Wisconsin e Hiram Johnson della California. Tra i democratici vi erano i senatori Thomas Gore dell'Oklahoma, James Reed del Missouri e il leader dei cattolici irlandesi David I. Walsh del Massachusetts.
L'elenco è variabile ma Ralph Stone ne ha identificati 16 nel 1963: Borah, Frank B. Brandegee del Connecticut, Albert B. Fall del Nuovo Messico, Bert M. Fernald del Maine, Joseph I. France del Maryland, Asle J. Gronna del Nord Dakota, Johnson, Philander Chase Knox della Pennsylvania, La Follette, Medill McCormick dell'Illinois, George H. Moses del New Hampshire, Norris, Miles Poindexter dello Stato di Washington, Reed, Lawrence Sherman dell'Illinois e Charles S. Thomas del Colorado. Reed e Thomas erano democratici, gli altri 14 repubblicani.
La posizione di McCormick era chiaramente dovuta alla sua anglofobia e al suo nazionalismo, quella di Sherman alla sua personale antipatia per il Presidente Wilson e alla sua politica interna.  In effetti, tutti gli "Irreconciliabili" erano acerrimi nemici del Presidente Wilson, e quest'ultimo, nell'estate del 1919, si dedicò a un viaggio di propaganda per tutto il Paese per confutare le loro posizioni, ma fu colpito a metà strada da un infarto, che in effetti danneggiò seriamente le sue capacità di comando.
Secondo il libro del 1970 di Stone, gli "Irreconcilabili" al Senato caddero in tre genericamente definite fazioni. Una era composta da isolazionisti e nazionalisti, che proclamavano che gli Stati Uniti dovevano essere i soli arbitri del loro destino e che la partecipazione a qualsiasi organizzazione internazionale che poteva limitare questa prerogativa era inaccettabile. Un secondo gruppo, detto dei "realisti", respingeva l'isolazionismo a favore di una limitata cooperazione tra nazioni aventi interessi comuni; essi ritenevano che la Società delle Nazioni sarebbe stata troppo forte. Un terzo gruppo si dava da fare per mandare a monte il trattato. Tutti loro denunciavano la Società delle Nazioni come uno strumento del Regno Unito e del suo nefasto impero.
Tra il pubblico americano nel suo complesso, i cattolici irlandesi e i tedesco-americani si opponevano intensamente al Trattato.